# Delia parcepilosa
Delia parcepilosa är en tvåvingeart som först beskrevs av Villeneuve 1908.  Delia parcepilosa ingår i släktet Delia och familjen blomsterflugor. Inga underarter finns listade i Catalogue of Life.